# Caïn XVIII
Pour plus de détails, voir Fiche technique et Distribution.
Caïn XVIII (Каин XVIII) est un film soviétique réalisé par Nadejda Kocheverova et Mikhaïl Chapiro, sorti en 1963,.

## Synopsis
Le Professeur, un célèbre inventeur, crée une arme surpuissante sous la forme d'un moustique explosif. De son côté, le roi Caïn XVIII rêve de conquérir le monde entier ainsi que d'épouser une princesse; mais celle-ci est aimée par Yan, un musicien vagabond. L'amour de Yan l'amène à surmonter de nombreux obstacles et à contrecarrer simultanément les plans insidieux du roi.

## Fiche technique
- Photographie : Edouard Rozovski
- Musique : Antonio Spadavecchia
- Décors : Valeri Dorrer, Abram Wechsler, Marina Azizian
- Montage : Izolda Golovko